# Shyne
Shyne, de son vrai nom Jamal Michael Barrow, est un rappeur et homme politique bélizien né le 8 novembre 1978.

## Biographie

### Jeunesse
Shyne est né à Belize City, ancienne capitale du Belize, un petit pays d'Amérique centrale. Il est le fils d'Imeon Myvette et Dean Barrow, ancien Premier ministre et ministre des Finances du Belize,. Shyne n'a que très peu parlé de son père, qui en parlait comme un enfant « indésirable ». La mère de Shyne est la sœur de Michael Finnegan, un des collègues politiques de longue date de Dean Barrow,. Shyne est resté avec son oncle au Belize quand sa mère a déménagé aux États-Unis. Ce n'est qu'à l'âge de 13 ans qu'elle a pu l'emmener avec elle à Brooklyn.

### Début de carrière
En 1998, alors que Shyne rappe avec un ami dans une boutique, il est remarqué par le DJ-producteur Clark Kent. Ce dernier voit en lui un nouveau talent dans la lignée de The Notorious B.I.G., décédé un an plus tôt. Clark Kent travaille à cette époque sur l'album posthume de Biggie, Born Again.
Shyne signe alors sur le label de Puff Daddy, Bad Boy Records, et participe à de nombreux titres d'artistes du label, notamment sur l'album Double Up de Ma$e et sur l'album Forever de Puff Daddy.

### Fusillade dans un night-club de New York
Le 27 décembre 1999, Shyne, alors âgé de 21 ans, Puff Daddy et sa fiancée de l'époque Jennifer Lopez sont au Club New York, une boîte de nuit non loin de Times Square. Mais une bagarre éclate dans la soirée, après une altercation entre Puff Daddy et un client. Shyne sort une arme et tire plusieurs fois en l'air avant de s'enfuir. Mais il est rapidement arrêté par la police. Déjà condamné auparavant, il est alors jugé pour tentative de meurtre.
Cette affaire entache alors la carrière prometteuse du jeune rappeur. Il parviendra cependant à sortir son premier album, Shyne, le 26 septembre 2000 alors qu'il est incarcéré. L'album contient des productions des Hitmen ainsi que des featurings du chanteur de reggae Barrington Levy et de Slim du groupe 112. L'album se classe notamment 5e au Billboard 200 mais le futur du rappeur semble incertain.

### Incarcération
Le 1er juin 2001, Shyne est condamné à dix ans en prison,. Il commence à purger sa peine dans la Prison de Dannemora, une prison de niveau de sécurité maximum. Cela indique alors que les tentatives de ses avocats pour une condamnation avec sursis ont échoué. À la suite de cette affaire, il n'entretient plus aucune relation avec Puff Daddy et son label Bad Boy.
En mars 2006, il change son nom de manière légale en Moses Michael Leviy, en hommage aux origines juives de sa mère. Quelques jours plus tard dans une cour de justice de New York, il demande à pouvoir continuer à travailler sa musique en prison.
Malgré cela, son incarcération attire beaucoup de sympathisants, notamment au sein de la communauté hip-hop. Adoptant une sorte de « code du silence », auquel il a d'ailleurs fait référence dans son premier album, lui vaut une bonne réputation dans les rues.
Même incarcéré, son nom continue à être lié avec plusieurs maisons de disques. Le rappeur 50 Cent ira jusqu'à se moquer de lui et de son implication dans la fusillade de 1999. Shyne lui répond en 2004 sur la chanson For the record, extrait de son deuxième album Godfather Buried Alive, enregistré en prison. Ce deuxième album contient notamment des productions de Swizz Beatz, Kanye West, Just Blaze ainsi que les participations de Foxy Brown, Ashanti, Kurupt et Nate Dogg.

### Sortie de prison et retour au Belize
En août 2009, un juge de Manhattan signe la libération de Shyne pour le 6 octobre 2009,. Il a alors purgé 9 ans de sa peine, qui était de 10 ans. Il devient juif haredi habitant à  Meah Shearim sous le nom de Moses Levi. Il étudie le Talmud et planifie son comeback,,. En 2013, Shyne retourne au Belize.
En 2017, il épouse une femme d'affaires prénommée Catherine, et un an plus tard, ils ont une fille, Naomi,.

### Parcours politique
En 2020, Shyne est désigné par le Parti démocratique uni (centre droit) comme candidat à la Chambre des représentants du Belize dans la circonscription de Mesopotamia, basée à Belize City, à l'occasion des élections législatives. Son programme consiste notamment à renforcer la gouvernance bélizienne avec des peines plus lourdes pour ceux qui commettent des crimes, à augmenter les salaires de la police, à renforcer le système judiciaire afin de lutter contre les crimes violents, et à faire en sorte d'accorder des prêts étudiants à des taux d'intérêt faibles. Le 11 novembre 2020, il remporte le siège de député pour Mesopotamia.
Shyne devient par la suite chef de l'opposition à la Chambre des représentants et chef du Parti démocratique uni, une première fois en juin 2021 (jusqu'en septembre 2021) puis de nouveau en février 2022. Shyne retourne aux États-Unis pour une visite d'État en août 2021. À cette occasion, le conseil municipal d'Atlanta déсlаrе le 20 août 2021 « Ѕhуnе Ваrrоw Dау », pour son engagement et son service envers le peuple bélizien. Il échoue à être élu Premier ministre du Belize en 2025.
Le 18 mars 2025, il annonce sa démission en tant que chef de l'UDP et charge le chef adjoint du parti Hugo Patt de l'intérim jusqu'à la tenue d'une convention nationale pour élire un nouveau chef.

## Discographie

### Mixtapes
- The Truth: Advance (2000)
- Lost Sons (2003)
- Life After The Club (2004)
- Clinton Sparks & DJ Rukiz: Shyne - If I Could Start From Scratch (2004)
- Lost Tapes (2004)
- DJ Laser Presents Shyne - The Son Of Sam (2009)
- 25 To Life Plus 9 (2009)
- Suge White & Shyne - Best Of Shyne (2009)
- DJ Messiah & DJ Antalive: Shyne 10 Years & Still Shyne'in (2009)
- Welcome Home (Best of Shyne) (2009)
- Shyne's Home (Oct. 6) (2009)
- DJ Dizzy Donmez Hip-Hop Nights Shyne On (2010)

### Non commercialisés
- 2001 : The Truth
- 2008 : Godfather Resurrected